# Scadoxus cinnabarinus
Scadoxus cinnabarinus là một loài thực vật có hoa trong họ Amaryllidaceae. Loài này được (Decne.) Friis & Nordal miêu tả khoa học đầu tiên năm 1976.

## Hình ảnh

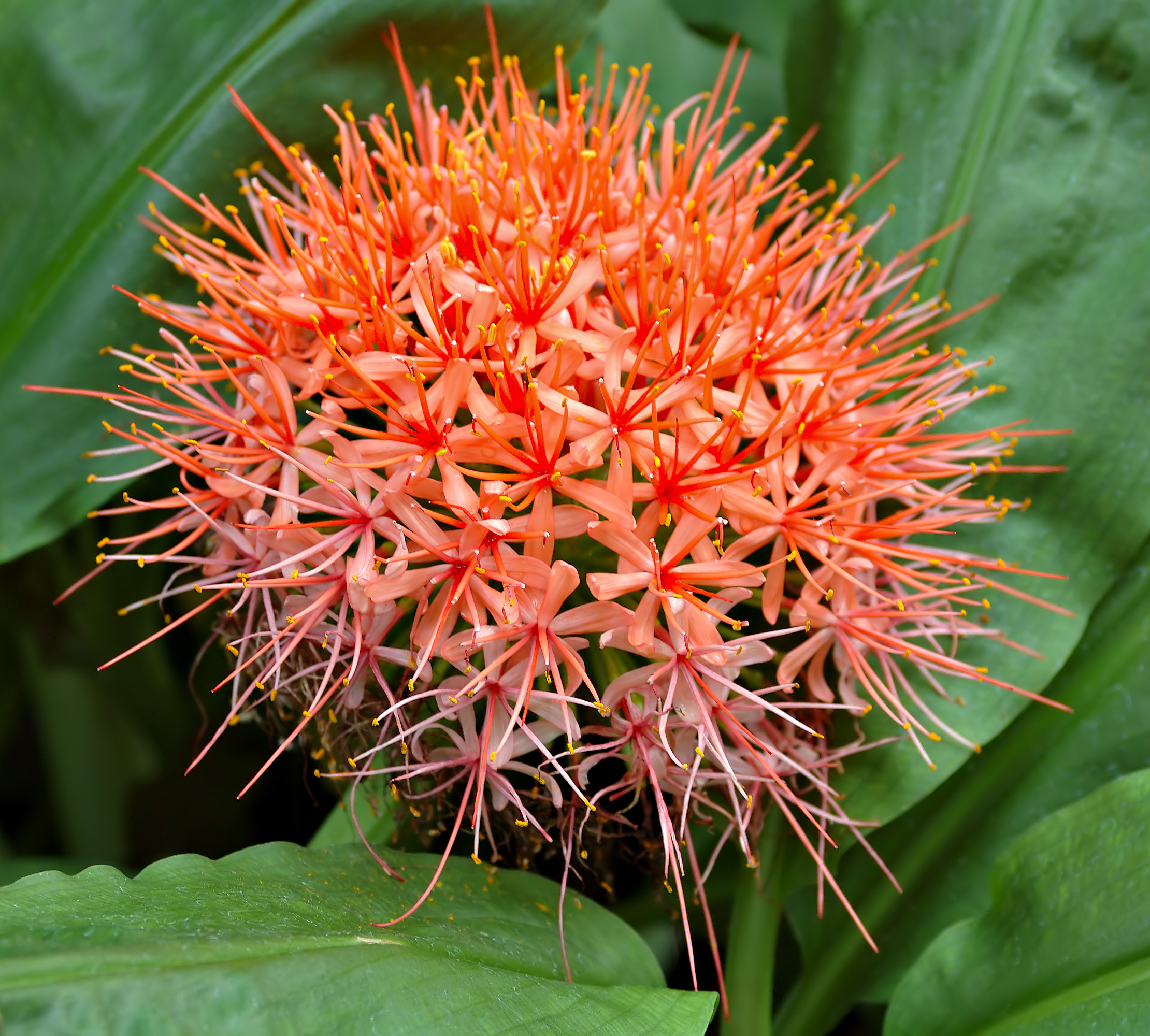
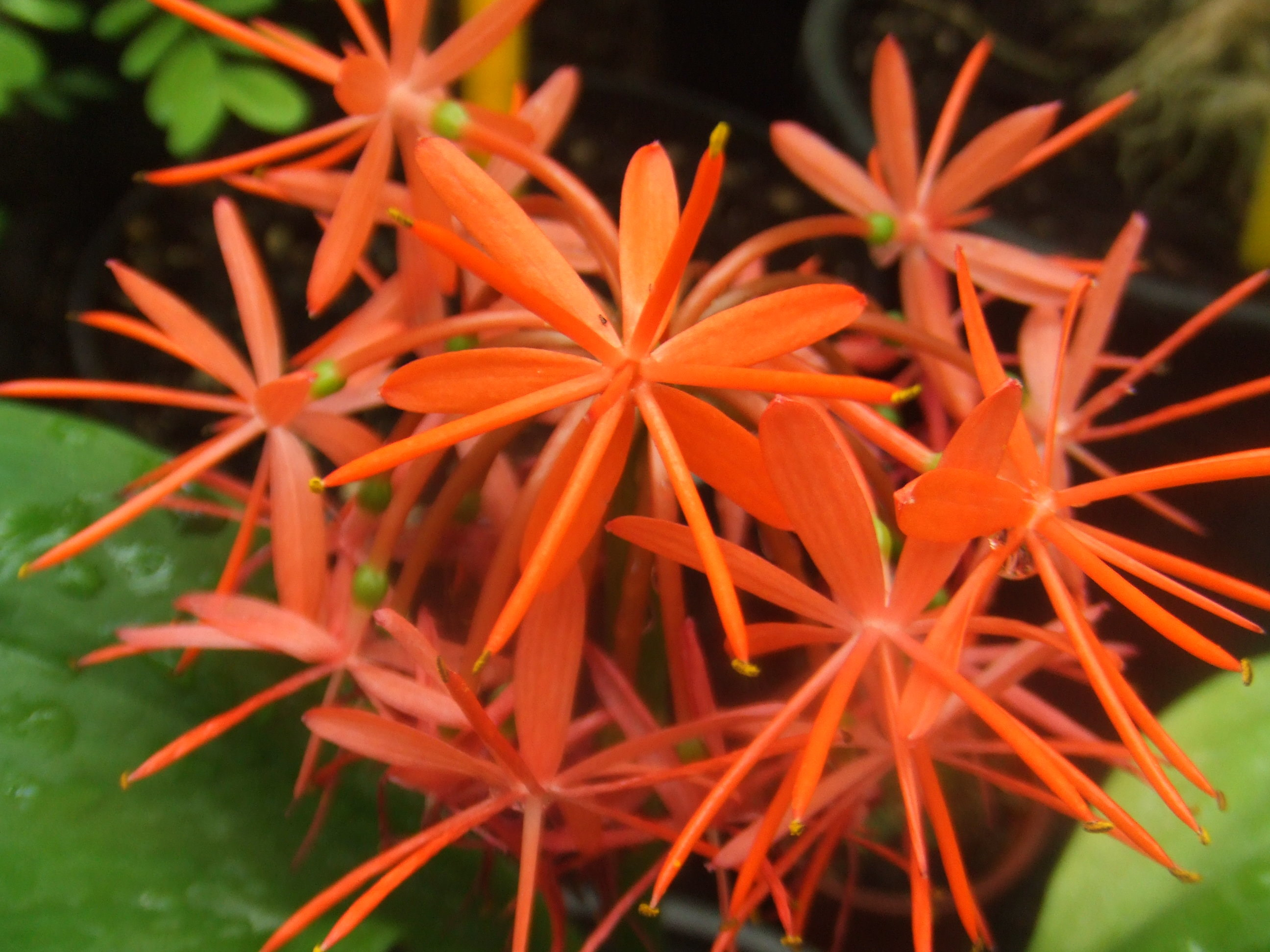
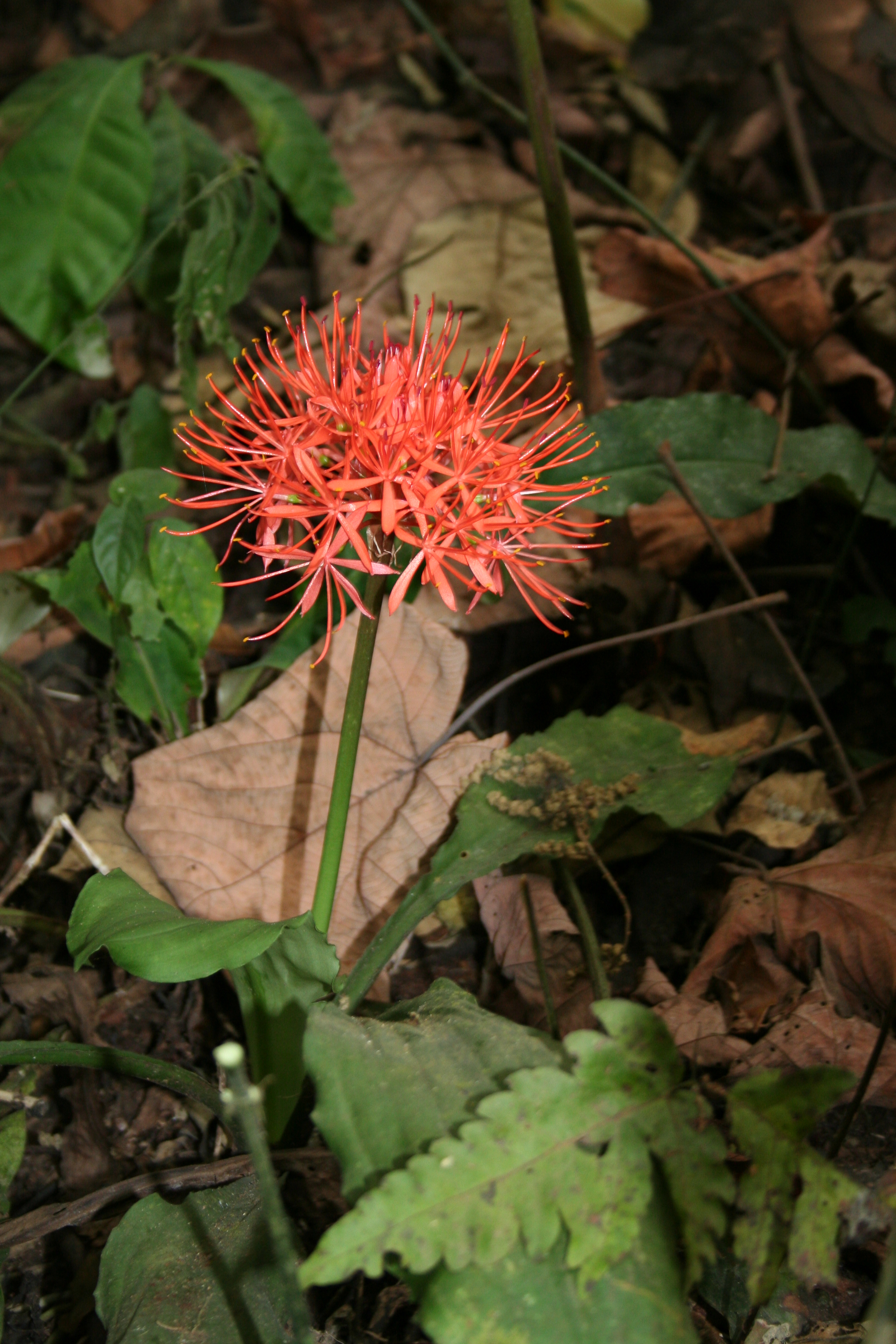